# Stansted Park
Stansted Park (tra cui Stansted House) è situato nella parrocchia civile di Stoughton, vicino alla città di Chichester, nel West Sussex, in Inghilterra. Si trova nei pressi della cittadina di Rowlands Castle, oltre il confine del Hampshire.
La residenza di campagna si trova nei 1.750 acri (7,1 km²) di parco, con boschi e terreni aperti. Stansted House ha una cappella di San Paolo riccamente decorata, che è stata fonte di ispirazione per il poeta John Keats.
La casa nasce come residenza di caccia nell'XI secolo. Fu costruita sul sito attuale nel 1688 per Richard Lumley, probabilmente su progetto di William Talman.
La casa originale fu bruciata nel 1900, e ricostruita nel 1903. Venne acquistata dalla famiglia Bessborough nel 1924.
Dal 1983 la Casa e la tenuta sono state di proprietà di Stansted Park Foundation, un trust di beneficenza incaricata della conservazione del patrimonio a beneficio della nazione, che era il desiderio dell'ultimo proprietario, Frederick Ponsonby, X conte di Bessborough.
Stansted è aperta al pubblico da Pasqua a settembre. Il parco è attraversato da ovest a est dal Monarch's Way, un sentiero a lunga distanza.